# Kurzspornkuckuck
Der Kurzspornkuckuck (Centropus rectunguis) ist ein Vogel aus der Gattung der Spornkuckucke (Centropus).
Der Vogel kommt im äußersten Süden Thailands, auf der Malaiischen Halbinsel, in Sumatra und Borneo vor.
Der Lebensraum umfasst tropischen oder subtropischen feuchten Tieflandwald, dichtes Gebüsch, Flächen mit hohem Gras meist bis 600, in Sumatra bis 1700 m Höhe.
Der Artzusatz kommt von lateinisch rectus ‚gerade‘ und lateinisch unguis ‚Kralle‘.

## Merkmale
Diese Art ist 37 bis 43 cm groß, das Männchen wiegt etwa 160, das Weibchen 167 bis 238 g. Gegenüber dem ähnlichen Heckenkuckuck (Centropus sinensis) ist sie kleiner und hat einen kürzeren Schwanz. Der Vogel ist schwarz, purpurblau glänzend mit kastanienbraunen Flügeln, Schwanz, Schnabel und Füße sind schwarz, die Iris rot. Das Weibchen ist etwas größer. Jungvögel sind auf der Oberseite schwärzlich bis rotbraun gebändert, der Scheitel ist braun gestreift, die Flügel sind kastanienbraun mit schwarzer Bänderung, der Schwanz schwarz mit dünner weißer Bänderung. Die Unterseite ab Kinn ist dunkelbraun mit mattweißer Bänderung, der Schnabel braun mit blasserem Unterschnabel.
Die Art ist monotypisch.

## Stimme
Der Ruf wird meist zwischen November und März vorgetragen und besteht aus 4 bis 5 hallenden Lauten „buup“, ähnlich dem des Heckenkuckucks (Centropus sinensis), aber langsamer und tiefer. In der Dämmerung kommen auch rasche Folgen ansteigender Töne vor.

## Lebensweise
Die Nahrung besteht vermutlich hauptsächlich aus Insekten, aber auch großen Fröschen.
Das rundliche Nest besteht aus Blättern und einzelnen Zweigen etwa 2 m über dem Erdboden. Das Gelege besteht aus 2 weißen Eiern, Küken werden von beiden Elternvögeln gefüttert.

## Gefährdungssituation
Der Bestand gilt als gefährdet (Vulnerable) aufgrund von Habitatverlust.